# エイチアンドエフ
株式会社エイチアンドエフ（H&F Corporation ）は、福井県あわら市に本社を置くカナデビアグループのプレス機械メーカー。

## 沿革

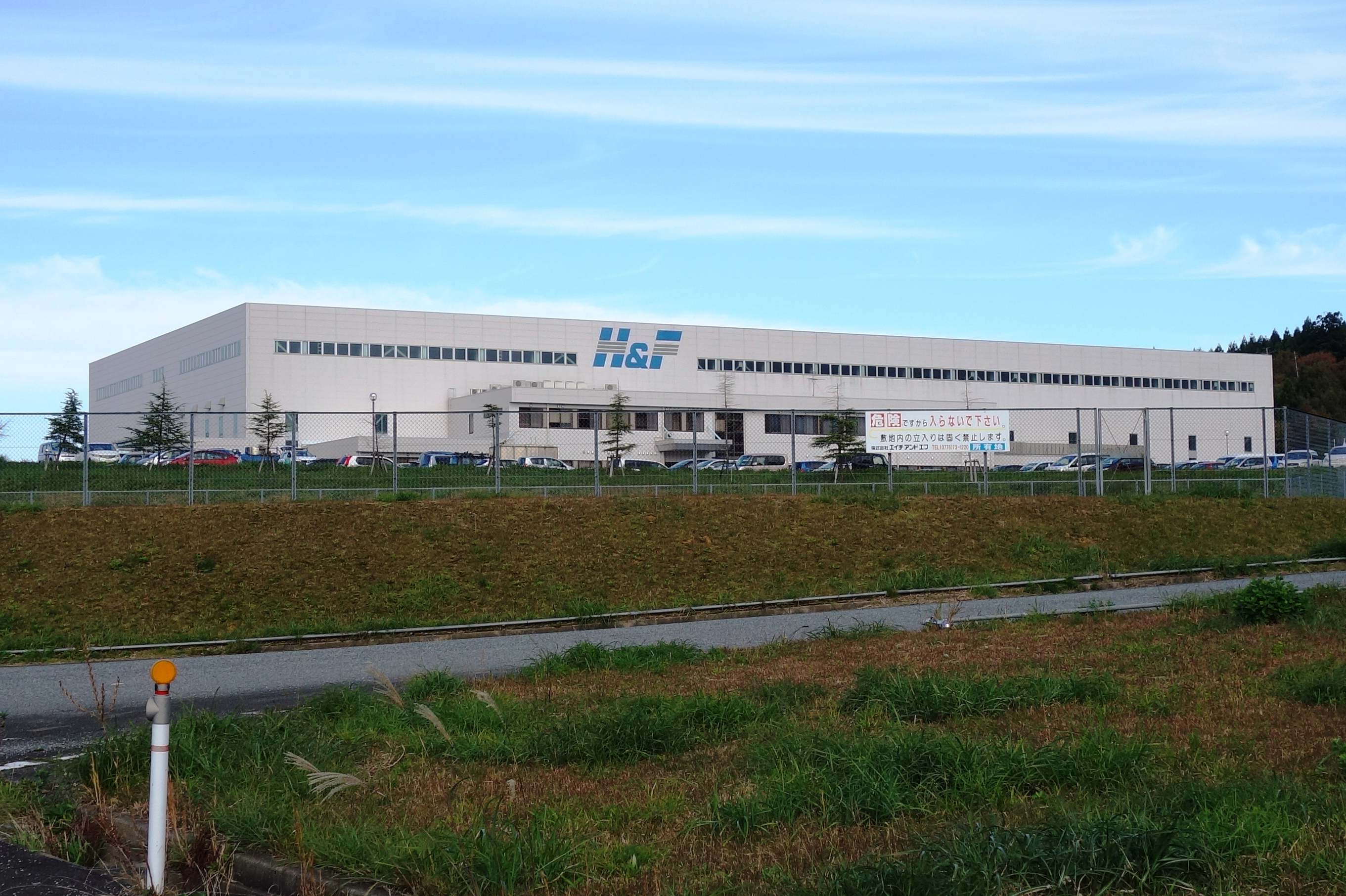
熊坂工場（福井県あわら市熊坂）

- 1964年（昭和39年）8月 - 福井機械株式会社として設立。
- 1999年（平成11年）7月 - 日立造船（現・カナデビア）のプレス機械部門と統合して現社名の株式会社エイチアンドエフ（英語: Hitachi Zosen Fukui Corporation）になる。
- 2006年（平成18年）11月 - ジャスダック上場。
- 2016年（平成28年）12月 - 親会社の日立造船が株式公開買付けを行い、97.93%の株式を取得。
- 2017年（平成29年）1月 - ジャスダック上場廃止。
- 2017年（平成29年）2月 - 日立造船が株式売渡請求により完全子会社化。
- 2024年（令和6年）10月 - 親会社の商号変更に伴い、英文社名を「H&F Corporation」に変更[2]

## 特色
カナデビア（旧日立造船）グループ。自動車向けを中心に大中型プレス機器を製造。
アフターサービスを世界に展開、ボーイング（米国）の次世代主力旅客機「ボーイング787」生産にかかわる大型搬送装置を受注し2006年秋に三菱重工業（東京）に納入、航空機産業に本格参入。